# جيمس بوتشان
جيمس بوتشان (بالإنجليزية: James Buchan)‏ (11 يونيو 1954)؛ صحفي وروائي بريطاني.